# Thanatus ketani
Thanatus ketani es una especie de araña cangrejo del género Thanatus, familia Philodromidae. Fue descrita científicamente por Bhandari & Gajbe en 2001.

## Distribución
Esta especie se encuentra en India.